# NOKKO
NOKKO（ノッコ、1963年11月4日 - ）は、日本のシンガーソングライター。本名、保土田 信子。旧姓、山田。ロックバンドレベッカのボーカル。
埼玉県浦和市（現・さいたま市桜区）出身、静岡県熱海市在住。ワタナベエンターテインメント所属。

## 経歴
埼玉県浦和市（現：さいたま市桜区）さいたま市立田島中学校出身。名前の信子は生まれ月が11月（November）であることから、祖母により命名された。実家は電気店を営んでいた。
小学1年生の頃から10年間クラシックバレエを習い、バレリーナを目指していたが、体型の変化や経済的な理由により断念。目標を失っていた時、兄（山田貢司）に誘われ、アマチュアバンドのキーボード担当として音楽活動を始める。その後、ボーカルに転向して「DOLL」というガールズバンドを結成。高校を卒業した1982年の春、レベッカの結成に加わる。
1984年、レベッカ (REBECCA)のボーカルとしてシングル「ウェラム・ボートクラブ」でデビュー。
1985年、4枚目のシングル「フレンズ」が大ヒットし、同年発売のオリジナルアルバム「REBECCA IV 〜Maybe Tomorrow〜」が当時のロックバンドのアルバムとしては異例のミリオンセラーを記録し、その後も「RASPBERRY DREAM」「MOON」などをヒットさせる。1987年には、日本ゴールドディスク大賞の最高位である“The Grand-Prix Artist Of The Year”を受賞。名実共に1980年代を代表するバンドとなる。
1989年には映画「スウィートホーム」にて女優業にも挑戦。
1991年レベッカ解散。

### ソロ活動と海外進出
1992年、JALの「'92 I'LL」キャンペーンソングにも起用されたデビューシングル「CRAZY CLOUDS」でソロシンガーとして活動を開始。同年3月にはファースト・アルバム「Hallelujah」を発表。アルバムのプロデューサーは屋敷豪太が担当、週間チャートでは2位を記録した。 同年8月、晴海特設会場(東京国際見本市会場)を10日間巨大なクラブと化して行った初のソロライブ「CLUB HALLELUJAH」が話題となる。
1993年にかけて海外進出も果たし、「I Will Catch U」が全米ビルボードのダンスチャートで11位を記録。なおジャケットの写真、及びPVを、「VOGUE」や「VANITY FAIR」などのファッション雑誌で活躍するフォトグラファーのエレン・フォン・アンワースが手がけ、当時ニューヨークの街中にポスターが貼られるなど大きな評判を呼んだ。
1994年3月には代表曲となる筒美京平作曲による「人魚」を発表。フジテレビ系TVドラマ「ボクたちのドラマシリーズ・時をかける少女」のエンディング・テーマに、カップリング曲の「CRYING ON MONDAY」は、同じくフジテレビ系バラエティ「ウゴウゴルーガ」"はじめのうた" にそれぞれ使用された。自身最高セールス（最高位2位）65万枚を獲得し、その年の「FNS歌謡祭」（フジテレビ）にも出演した。その後も安室奈美恵、柴咲コウ、岩崎宏美、JUJU、LiSAらがカバーするなど、「人魚」は今もなお歌い継がれる名曲となった。また同年12月には、オリジナル・アルバム「colored」を発表し、NOKKO 本人が出演したカルピスウォータライトCMソング「ライブがはねたら」等が収録されている。
1996年、NHK連続テレビ小説「ふたりっ子」主題歌「Natural」を発表。
1998年12月、唯一ひらがな表記「のっこ」名義のオリジナル・アルバム「ベランダの岸辺」を発表。プロデューサーにはムーンライダーズのギタリスト、白井良明を迎え、荒井由実の楽曲のカバー「ベルベット・イースター」、川村結花との共作のシングル「わすれな草」等を収録した。初となるアコースティックアルバムであり至高の名盤であると高い評価を得る。
2000年までに16枚のシングルをリリースし、タイアップ曲も多い。

### 2000年代以降とレベッカ再結成
2001年にソロ活動を休止したのち、夫のGOH HOTODA（保土田 剛）と2003年「NOKKO & GO」を結成。アルバム「宇宙のコモリウタ」を発表。
2004年、NHK「みんなのうた」に「フルサト」発表し、「フルサト DVD付き絵本」をマドラ出版より出版した。
2005年、「home sweet home （FURUSATO） invention and sinfonias」をインディーズレーベルから発表。出産を機に静岡県熱海市で子育てをしながら、2009年12月、14年ぶりに「FNS歌謡祭」に出演。「フレンズ」を熱唱し、本格的に歌手活動を再開した。 
2010年1月、デビュー25周年を記念したカバーアルバム「KISS」を発表。アルバムには、レベッカ、ソロの代表曲と、様々な男性アーティストの楽曲を収録。なおiTunes Storeのアルバムチャートでは1位を獲得。
2012年10月、久々にソロのライブをビルボードライブで行う。以降、ビルボードライブでの出演が恒例となっている。同年11月には、NOKKO初となるクリスマスアルバム「The Christmas Songs」を発表。翌年にはクリスマスアルバムの続編とも言える「もうすぐクリスマス」をポニーキャニオンよりリリースした。
2013年11月、前作「Viaje」から14年ぶりのオリジナル・アルバムとなる「THE NOKKO STORY」を発表。プロデュースを広沢タダシが務めた。
2015年4月、15年ぶりにレベッカの再結成を発表。8月、再結成ライブ「Yesterday, Today, Maybe Tomorrow」を横浜アリーナで8月12•13日に開催した。同年12月31日には「第66回NHK紅白歌合戦」への初出場を果たした。 
2016年4月よりワタナベエンターテインメント所属となる。
2017年7月から、28年振りとなる全国ツアー「REBECCA LIVE TOUR 2017」を武道館2daysを含む各地で開催した。また、同年11月には17年ぶりのオリジナル・シングル「恋に堕ちたら」をリリースした。
2018年3月、オリジナル・アルバム「TRUE WOMAN」を発表。リード曲となる「翼」は NOKKOが作詞、いきものがかりの水野良樹が作曲、松任谷正隆が編曲を手掛け、テレビ東京系ピョンチャンオリンピック2018中継テーマソングとして起用された。同年3月より「NOKKO PREMIUM SYMPHONIC CONCERT」ソロでの初となるフルオーケストラ公演（東京文化会館　大ホール他）を開催した。
2019年10月よりレギュラーラジオ「NOKKOのオカエリ ただいま。」（ニッポン放送）がオンエア中。
2020年9月、「NOKKO ONLINE SHOW ～LIVE LOVERS～廃墟の夜」Billboard Live TOKYOにて、NOKKO初となる配信ライブを無観客で行う。
2022年7月13日から REBECCAとしてビルボードライブ東京・横浜・大阪で『Billboard Live 15th Anniversary Premium Live』を開催し全公演ソールドアウトとなった。
2023年4月、 10枚目のオリジナル・アルバム『土器土器』をアナログ版と配信で発表。ジャケットはリリー・フランキーによる描き下ろしによるもの。アナログ版の好評を受けCD版も11月にリリース。11月14日・15日にBillboard Live YOKOHAMAで「ベランダで土器土器」ライブが開催された。
2024年2月、1992年から2000年まで発売された7枚のオリジナル・アルバムなどを収録した、初となる10枚組BOXセット『NOKKO ARCHIVES 1992-2000』をリリースした。同年3月、一発撮りで収録されたパフォーマンスを鮮明に切り取るYouTubeチャンネルTHE FIRST TAKEに出演。REBECCAの代表曲「フレンズ」を披露し再生回数は500万回を突破した。続く第417回では「人魚」も披露。同年7月からはデビュー40周年を迎えるレベッカとして7年ぶりとなる全国ツアー「REBECCA NOSTALGIC NEW WORLD TOUR 2024」を開催した。 

## 人物
- 音楽について「時代背景が好きなのはスプリームスで、自分の基本になっているのはビリー・ホリデーで、歌い手として影響を受けているのはアレサ・フランクリン」[6]。10代まで習っていたバレエ音楽のメソッドからロックボーカルで解き放たれたが、レベッカ時代については「ロックをやれているのか、右往左往しながら歌っていました」と振り返っている[7]。
- 「ラブ イズ Cash」で注目されだした頃は、アクセサリーやリボンなどPOPなファッションにイメージチェンジし、「和製マドンナ」と呼ばれた[8][9]。
- 踊りながら生歌で歌うというスタイルをレベッカ時代の中盤から確立しており、先駆者の一人でもある。このスタイルはソロになっても（特に初期）引き継がれていた。
- 2006年8月1日に42歳で女児を出産している。アルバム『もうすぐクリスマス』（2013年）には、当時7歳の娘がコーラスで参加した[10]。
- 2014年、地元の熱海中学校の学校再編に際し、新校歌「光る海」の作曲を夫婦で手掛けた[11]（作詞は佐佐木幸綱が手掛けた）。

## エピソード
- 1985年6月21日に行われた全日本プロレスの日本武道館大会の「ジャイアント馬場対ラッシャー木村」に於いて、馬場の入場時に花道に駆け寄り、花束を渡してキスするシーンが『全日本プロレス中継』にて全国にテレビ放映された。
- かまやつひろしと六本木のキャンティで食事した際、伊丹十三・宮本信子夫妻に紹介され、その場で伊丹に「顔、よく見せて」「映画やらない？」と言われ、3日後に『スウィートホーム』出演のオファーが届いた[12]。
- 『婦人公論』2006年11月22日号の記事「歌詞を盗まれ、スケジュールに追い立てられて 空っぽの心のままでは、歌えなかった」にて盗作の被害に遭ったことを示唆していた。
- アルバム『Hallelujah』と続く海外盤はハウスなどの米欧のクラブシーンのスタンダードや当時の流行りを日本の音楽シーンに持ち込み、いち早くメインストリームで大々的に展開した革新的な作品群であった。しかし当時世間はそういった新たな変化にレベッカとしてのNOKKOを求めるなどまだまだ対応ができておらず、NOKKO本人も「伝わりづらいな」「アイドル全盛期をレベッカで突破したように、新しくて面白いと思ってもらえると音楽を提供したい思いがあっただけなんですけどね」と2024年のインタビューで当時の思いを振り返っている[4]。

## ディスコグラフィ

### シングル
日本盤
| 枚 | リリース日     | タイトル                  | カップリング                                  | 備考       |
| -- | -------------- | ------------------------- | --------------------------------------------- | ---------- |
| 1  | 1992年3月11日  | CRAZY CLOUDS              | FEEL                                          |            |
| 2  | 1992年4月22日  | 奇跡のウェディングマーチ  | 今どきの男の子                                |            |
| 3  | 1993年6月21日  | Vivace                    | Don't Hold Back                               |            |
| 4  | 1994年3月9日   | 人魚                      | CRYING ON MONDAY                              |            |
| 5  | 1994年6月22日  | ライブがはねたら          | ライブがはねたら (だいすきヴァージョン)       |            |
| 5  | 1994年6月22日  | ライブがはねたら          | ライブがはねたら (いつもいっしょヴァージョン) |            |
| 6  | 1995年5月21日  | アンテナ/イ・ノ・チ       |                                               |            |
| 7  | 1995年10月21日 | パレード/トカゲ           |                                               |            |
| 8  | 1996年8月21日  | 天使のラブソング          |                                               |            |
| 9  | 1996年11月1日  | Natural                   | Jump a little higher                          |            |
| 10 | 1997年2月21日  | 恋はあせらず              | GO GO HAPPY DAY (Single Mix)                  |            |
| 11 | 1997年11月6日  | 水の中の小さな太陽        | 昼下がりのイヴ                                |            |
| 12 | 1998年1月28日  | 春雪うさぎ                | やさしい雨                                    |            |
| 13 | 1998年10月3日  | わすれな草                | 星のおまつり                                  | のっこ名義 |
| 14 | 1999年5月12日  | フレンズ                  | 雨と太陽                                      | のっこ名義 |
| 15 | 1999年11月20日 | 昼の月                    | サニーサイド                                  |            |
| 15 | 1999年11月20日 | 昼の月                    | 目ポタ                                        |            |
| 16 | 2000年2月23日  | キスがきこえる/I LOVE YOU |                                               |            |

輸入盤
| 枚 | リリース日 | タイトル       | 備考                                                 |
| -- | ---------- | -------------- | ---------------------------------------------------- |
| 1  | 1993年     | I Will Catch U | CD/LPの2形態で発売。日本未発売の表題リミックス含む。 |

### アルバム
オリジナル盤
| 枚 | リリース日     | タイトル          | 備考               |
| -- | -------------- | ----------------- | ------------------ |
| 1  | 1992年3月25日  | Hallelujah        |                    |
| 2  | 1993年4月01日  | I Will Catch U.   |                    |
| 3  | 1993年5月20日  | CALL ME NIGHTLIFE |                    |
| 4  | 1994年12月8日  | colored           |                    |
| 5  | 1996年11月21日 | RHYMING CAFE      |                    |
| 6  | 1998年12月2日  | ベランダの岸辺    | のっこ名義         |
| 7  | 2000年3月23日  | Viaje             |                    |
| 8  | 2013年11月8日  | THE NOKKO STORY   |                    |
| 9  | 2018年3月21日  | TRUE WOMAN        |                    |
| 10 | 2023年4月12日  | 土器土器          | LP                 |
| 10 | 2023年11月23日 | 土器土器          | CD(新録２曲を追加) |

ベスト盤
| 枚 | リリース日    | タイトル                        | 備考                                              |
| -- | ------------- | ------------------------------- | ------------------------------------------------- |
| 1  | 1997年12月1日 | THE BEST OF NOKKO               | レコード会社移籍に伴いリリースされたベスト盤。    |
| 2  | 2006年10月4日 | NOKKO'S SELECTION, NOKKO'S BEST | 自選のベスト盤。                                  |
| 3  | 2024年2月28日 | NOKKO ARCHIVES 1992-2000        | オリジナルアルバムやBlu-rayを収めた10枚組ボックス |

リミックス盤
| 枚 | リリース日    | タイトル   | 備考 |
| -- | ------------- | ---------- | ---- |
| 1  | 2000年7月19日 | remixNOKKO |      |

カヴァー盤
| 枚 | リリース日     | タイトル                       | 備考                                                 |
| -- | -------------- | ------------------------------ | ---------------------------------------------------- |
| 1  | 2010年1月13日  | KISS                           | セルフカヴァー曲含む、男性ヴォーカリストカヴァー集。 |
| 2  | 2015年10月28日 | NOKKO sings REBECCA tunes 2015 | レベッカのセルフカバー集。                           |

クリスマス盤
| 枚 | リリース日     | タイトル            | 備考                             |
| -- | -------------- | ------------------- | -------------------------------- |
| 1  | 2012年11月23日 | The Christmas Songs | 自身初となるクリスマスアルバム。 |
| 2  | 2013年11月27日 | もうすぐクリスマス  | 自身2枚目のクリスマスアルバム。  |

### アナログレコード
輸入盤
| 枚 | リリース日   | タイトル        | 備考                       |
| -- | ------------ | --------------- | -------------------------- |
| 1  | 1993年4月1日 | I Will Catch U. | US盤、UK盤のみでリリース。 |

非売品
| 枚 | タイトル | 備考                   |
| -- | -------- | ---------------------- |
| 1  | 昼の月   | 枚数限定であり非売品。 |

### 配信
シングル
| 配信日        | タイトル                     | 備考                     |
| ------------- | ---------------------------- | ------------------------ |
| 2010年1月10日 | フレンズ                     | iTunes storeで配信。     |
| 2011年2月10日 | ゆうぐれなき(dont' cry baby) | iTunes storeで限定配信。 |
| 2018年        | 翼                           | iTunes storeで配信。     |

アルバム
| 配信日        | タイトル | 備考                                                   |
| ------------- | -------- | ------------------------------------------------------ |
| 2010年1月13日 | KISS     | CDで収録のカヴァー曲「Tomorrow never knows」は未配信。 |

### VHS/DVD

#### ライブ集
| 枚 | リリース日     | タイトル                | 備考 |
| -- | -------------- | ----------------------- | --- |
| 1  | 1993年12月12日 | CLUB HALLELUJAH         | ソロ転向後、初のライブ映像化作品。 |
| 2  | 2006年10月4日  | CLUB HALLELUJAH & CLIPS | VHS版のライブ集とPV集『GO GO HAPPY DAY』からの3曲のPVを集約、DVD化した作品。 VHS版のライブ集に収録されていたTV SPOTはカットされている。 ロンドンのリハーサルの模様の一部と自らのオーディオコメンタリーなどが追加されている。 |

#### ビデオクリップ集
| 枚 | リリース日    | タイトル        | 備考 |
| -- | ------------- | --------------- | --- |
| 1  | 1997年3月21日 | GO GO HAPPY DAY | ソロ転向後、初のPV集作品。 『奇跡のウェディングマーチ』『I Will Catch U』『天使のラヴソング』『GO GO HAPPY DAY』のPVを収録。 |

### ソロ名義以外

#### SHORT HAIRS
ガールズバンド・NORMA JEANの初代ギタリストだったMOTOKOと組んだ音楽ユニット。
| 枚 | 形態     | リリース日   | タイトル              | カップリング   | 備考 |
| -- | -------- | ------------ | --------------------- | -------------- | ---- |
| 1  | シングル | 1990年9月1日 | トランジスタ グラマー | 抱きしめられて |      |

#### NOKKO & GO
夫のGOH HOTODAと組んだ音楽ユニット。
| 枚 | 形態     | リリース日    | タイトル                                            | 備考                                                                                            |
| -- | -------- | ------------- | --------------------------------------------------- | ----------------------------------------------------------------------------------------------- |
| 1  | アルバム | 2003年11月5日 | 宇宙ノコモリウタ                                    |                                                                                                 |
| 2  | アルバム | 2005年4月20日 | home sweet home (FURUSATO) inventions and Sinfonias | 全篇インストゥルメンタルアルバム。500枚だけ限定で未発表の1曲入りCDシングル1枚が封入されていた。 |

## タイアップ
NOKKO
| 曲名                          | 備考                                                                          |
| ----------------------------- | ----------------------------------------------------------------------------- |
| CRAZY CLOUDS                  | JALPAK92'「I'LL」TV-CFキャンペーンソング                                      |
| 今どきの男の子                | 久光製薬フレッシングクリーム CFソング                                         |
| Vivace                        | 資生堂「Vivace」TV-CFイメージソング                                           |
| 人魚                          | フジテレビ系ボクたちのドラマシリーズ「時をかける少女」主題歌                  |
| CRYING ON MONDAY              | フジテレビ系「ウゴウゴルーガ」オープニング・テーマ(3ばんめのうた)             |
| ライブがはねたら              | カルピス「カルピスウォータライト」TV-CFイメージソング                         |
| イ・ノ・チ                    | サンスター「VO5」TV-CFイメージソング                                          |
| パレード                      | サンスター「VO5」TV-CFイメージソング                                          |
| トカゲ                        | TOKYO FMオータムキャンペーンイメージソング                                    |
| 天使のラブソング              | よみうりテレビ・日本テレビ系アニメ「ガンバリスト!駿」エンディング・テーマ     |
| Natural                       | NHK連続テレビ小説「ふたりっ子」主題歌                                         |
| 恋はあせらず                  | 日産自動車「スウィートセフィーロ」TV-CFイメージソング                         |
| GO GO HAPPY DAY               | 日本テレビ系「TVおじゃマンモス」エンディングテーマ                            |
| 春雪うさぎ                    | 資生堂「ピエヌ」TV-CFイメージソング                                           |
| フレンズ                      | フジテレビ系「リップスティック」挿入歌                                        |
| 昼の月                        | 日本テレビ系「THE・サンデー」エンディング・テーマ                             |
| I LOVE YOU                    | テレビ朝日系「たけしの万物創世記」エンディング・テーマ                        |
| ゆうぐれなき (dont' cry baby) | 静岡県庁健康福祉部こども部「ふじさんっこ応援キャンペーン」TV-CFイメージソング |
| 翼                            | テレビ東京系 平昌五輪テーマソング                                             |

SHORT HAIRS
| 曲名                  | 備考                                    |
| --------------------- | --------------------------------------- |
| トランジスタ グラマー | テレビ朝日系「EVE」オープニング・テーマ |

NOKKO & GO
| 曲名     | 備考                                  |
| -------- | ------------------------------------- |
| フルサト | NHK「みんなのうた」2003年10月・11月期 |

## 書籍・掲載

### 単行本
- NOKKO THIS TOWN,NEW YORKフォト&エッセイ - 1986年5月

### 雑誌
- ROCKIN'ON JAPAN（株式会社ロッキング・オン） - 2万字インタヴュー 1992年3月号
- 英国版 VOUGE - 6P掲載 撮影はエレン・フォン・アンワースによるもの 1993年
- 田舎暮らしの本（宝島社） - 巻頭インタヴュー 2011年1月号
- 婦人公論 - インタビュー 2011年4月22日号

### 新聞
- 静岡新聞 夕刊 - 社会時評「窓辺」火曜日担当 2009年7月7日(火)〜9月29日(火)
- 静岡新聞 - NOKKO×名波浩（元Jリーガー）×地元財界人による対談が2面にわたって掲載 2009年10月14日(水)

### 絵本
- フルサト―DVD付き絵本 マドラ出版（DVD 2004年3月10日） - 谷内六郎の描いた名画のうち28点の作品を鑑賞できる。NHK 「みんなのうた」で放送されたNOKKO & GO 「フルサト」の映像も収録。映像特典として「フルサト」原画ギャラリーにNOKKOのナレーション付きで収録。

## 出演

### 映画
- スウィートホーム - 星野エミ 役（1989年、監督・脚本＝黒沢清、製作総指揮＝伊丹十三、共演＝宮本信子、山城新伍、古舘伊知郎）

### ラジオ番組
DJ
- 気分はハートビート（JFN系列8局ネット） - 後藤次利、その後はデーモン小暮とDJを担当
- KIDS ALIVE-NOKKO-（1994年12月21日、NHK-FM） - 中村貴子とDJを担当
- アーティスト・プロデュース・スーパー・エディション（2010年1月期、JFN系列27局ネット） - 全5回のDJ担当
- NOKKOのオカエリ ただいま。（2019年10月19日 - 、ニッポン放送[15][16]）

ライブ
- KIRIN BEER "Good Luck" LIVE（2011年1月8日、JFN系列38局ネット） - 生放送公開ライブのライブゲスト
- KIRIN BEER "Good Luck" LIVE（2012年12月1日 JFN系列38局ネット）
- KIRIN BEER "Good Luck" LIVE（2013年12月7日 JFN系列38局ネット）
- KIRIN BEER "Good Luck" LIVE（2018年11月16日 JFN系列38局ネット）

### テレビ番組
音楽
- ライブロックショー（テレビ東京）
- ザ・ベストテン（TBS）
- ザ・トップテン（日本テレビ）
- 歌のトップテン（日本テレビ）
- JT SUPER SOUND 1993 LIVE（1993年、日本テレビ、収録：8月16日・大阪城ホール / 8月18日・日本武道館）
- POP JAM（NHK総合）
- FAN（日本テレビ）
- FUN（日本テレビ）
- ミュージックステーション（1988年・1989年・1993年・1994年・2000年、テレビ朝日）
- MJ -MUSIC JOURNAL-（フジテレビ）
- ニュースJAPAN 音楽コーナー「神々の宴」（1998年、フジテレビ）
- SMAP×SMAP（1998年、関西テレビ・フジテレビ） - 歌ゲスト
- THE夜もヒッパレ（1999年、日本テレビ） - 歌ゲスト出演のほか、1999年6月 - 9月の3ヶ月限定でMCを担当した。
- FNS歌謡祭（1994年・2009年、フジテレビ）
- 僕らの音楽（2010年、フジテレビ）
- SONGS（2010年、NHK総合）
- FNSうたの夏まつり（2012年、フジテレビ）
- ももいろ歌合戦（2019年、BS日テレ・ニッポン放送・AbemaTVなど）
- 「テレ東音楽祭2020夏」～もう一度聞きたい最強ヒットソング100連発～（2020年6月24日、テレビ東京）
- 「廃墟の夜～spin-off episode 1～」 Mixed by GOH HOTODA（2020年11月15日、スカパー！CS293 ファミリー劇場）
- 歌えるJ-POP！黄金のヒットパレード決定版（2020年、NHK BSプレミアム）
- ももいろ歌合戦（2020年、BS日テレ・ニッポン放送・AbemaTVなど）
- SONGS 第571回　筒美京平スペシャル（2021年4月22日、NHK総合）
- ももいろ歌合戦（2022年、BS日テレ・ニッポン放送・AbemaTVなど）
- 「CDTVライブ！ライブ！」（2023年2月27日、TBS）
- 「今井了介のおとめし」（2023年12/21(木) 前編・12/28 (木) 後編、BS Japanext）

ドキュメンタリー
- おはよう!ナイスデイ「NOKKOプライベートLIVE密着!」（1997年2月6日、フジテレビ）
- 情熱大陸（1999年11月、毎日放送）
- みゅーじん（2008年8月24日、テレビ東京）
- こころから歌いたい〜母になったNOKKO〜（2011年2月11日、NHK総合）
- NOKKO×クラシック ～レベッカの名曲をフルオーケストラで熱唱！～（2018年4月13日、KBC九州朝日放送/4月30日、テレビ愛知）

ドラマ
- いとしの未来ちゃん（1997年、テレビ朝日） - オレンジ 役（第1話）
- 三姉妹探偵団（1998年、日本テレビ） - 中国人ブローカー・メイファ 役（第8話・第9話）
- 家族のうた（2012年、フジテレビ） - 本人 役（第6話）

トーク・バラエティ
- 森田一義アワー 笑っていいとも! 火曜日コーナー「マネージャー事情聴取 犯人は誰だ!!」（2000年10月24日、フジテレビ）
- SMAP×SMAP特別編 中居のこれが愛なんだ!!（1998年、関西テレビ） - MCを担当

教養
- 英語でしゃべらナイト（2004年6月28日、NHK総合） - スタジオゲストとして出演

### CM
- 小西酒造『白雪 生貯蔵酒』（1984年）
- 久光製薬 『Freshing』（1992年）
- JALPAK 『I'll』「人が行かないときに、行く。」 2篇（1992年）
- JALPAK 『I'll』「I'llな休み方」 2篇（1993年）
- カルピス株式会社 『カルピスウォーターライト』15秒、30秒版（1994年）
- カルピス株式会社 『カルピスウォーターライト』（1995年）
- サンスター 『VO5 ベースメイク』 日本で撮影の「パレード」15秒版 1篇と、NYで撮影の「イ・ノ・チ」15秒版 2篇（1995年）
- 日清食品 『中華そば』 2篇 15秒、30秒版（1999年）

声の出演
- 資生堂 『Vivace』 歌を担当（1993年）
- 日産自動車 『新スウィート セフィーロ』 2篇 歌を担当（1997年）
- 資生堂 『春ピエヌ』 歌を担当（1998年1月）
- KIRIN 『ラガーライト』 2篇 歌を担当（1999年）
- キリンビバレッジ 『きりり にごり果実』 2篇 ナレーションを担当（2001年）
- 不二家 『バースディケーキ』 歌(オリジナルソング)を担当（2001年）
- 三菱地所ホーム 『フーさん』 2篇 ナレーションを担当（2005年5月）
- カネボウ化粧品 『freeplus』 キャッチコピーの歌を担当（2007年1月）
- キユーピー 『キユーピー あえるパスタソースたらこ』 「巨大たらこ、街を行く」篇 歌「たらこ・たらこ・たらこ」とナレーションを担当（2008年）
- コカ・コーラ 『アクアセラピー MINAQUA』 PURE YOU「涙」と、PURE YOU「雨」篇 歌を担当（2008年6月）
- 資生堂 『INTEGRATE』「射止める」篇 15秒、30秒版 歌を担当（2009年9月）
- 静岡銀行 15秒版 歌を担当（2010年）
- 静岡県庁健康福祉部こども部 「ふじさんっこ応援キャンペーン」2篇 曲とナレーションを担当（2011年）
- 小野薬品で歌を担当（2012年）
- NHK「松任谷由実 LIVEスペシャル」でNOKKOがナレーションを担当（2020年）

### アニメーション
地上波放送
- TVで発見!!たまごっち - ナレーション、および『NOKKOっち』(23話「ノリノリNOKKOっち」などに登場)の声 （1997年、フジテレビ）
  - なおNOKKOっちの姿は「(やや赤みの強い)たまっち」そのものではあるが、常にマイクを所持しているなどの差別化が図られている。
- ピンカと海のお友達 - クジラン 役（1998年、フジテレビ）

映画
- '97夏 東映アニメフェア 「たまごっちホントのはなし」- ナレーション（1997年7月12日公開、監督＝橋本光夫、東映）

OVA
- To-y - 山田二矢 役（1987年、小学館・CBSソニー）

### インターネット配信
- THE FIRST TAKE 第412回「フレンズ」（2024年3月1日、YouTube）[17]
- THE FIRST TAKE 第417回「人魚」（2024年3月13日、YouTube）[18]

## 参加

### CD
| リリース日     | アーティスト       | タイトル                                               | 楽曲                    | 備考                             |
| -------------- | ------------------ | ------------------------------------------------------ | ----------------------- | -------------------------------- |
| 1986年6月1日   | 松田聖子           | SUPREME                                                | 「上海倶楽部」          | コーラス                         |
| 1986年11月21日 | ECHOES             | No Kidding                                             | 「What can I Do?」      | コーラス                         |
| 1988年4月21日  | 武部聡志           | Clara                                                  | 「BEES NING」           | 久保田利伸とともにメインボーカル |
| 1988年11月16日 | 高橋幸宏           | EGO                                                    | 「Look of Love」        | コーラス                         |
| 1988年12月9日  | 聖飢魔II           | THE OUTER MISSION                                      | 「THE OUTER MISSION」   | コーラス                         |
| 1994年1月31日  | 吉川晃司           | Cloudy Heart                                           | 「Rambling Rose」       | コーラス                         |
| 1996年7月25日  | T.M.スティーヴンス | STICKY WICKED                                          | 「ONLY YOU」            | ゲストボーカル                   |
| 1998年9月30日  | 村上“ポンタ”秀一   | Welcame To My Life                                     | 「I Want You Back」     | ゲストボーカル                   |
| 1999年9月22日  | Various Artists    | Dear Yuming〜荒井由実/松任谷由実カバー・コレクション〜 | 「COBALT HOUR」         | ゲストボーカル                   |
| 2004年3月24日  | JAFROSAX           | JAFROSAX                                               | 「Rollin'」             | ゲストボーカル                   |
| 2004年9月1日   | TAKUYA             | 54 it                                                  | 「VS 03 (LHN to JFK)」  | コーラス                         |
| 2010年2月24日  | KG                 | Love for you                                           | 「Time after time」     | ゲストボーカル                   |
| 2010年2月24日  | 稲垣潤一           | 男と女3 -TWO HEARTS TWO VOICES-                        | 「浪漫飛行」            | ゲストボーカル                   |
| 2011年11月23日 | 鳥山雄司           | YUJI“cut the man”T.                                    | 「Like a Virgin」       | ゲストボーカル                   |
| 2015年07月29日 | Towa Tei           | CUTE                                                   | TOP NOTE                |                                  |
| 2019年09月25日 | N.U.D.E            | N.U.D.E 1                                              | DO IT AGAIN feat. NOKKO | ゲストボーカル                   |

### ライブ
- CLUB HALLELUJAH （1992年8月、晴海・東京国際見本市会場で行った初のソロライブ）
- NOKKO RHYMING CAFE  TOUR（1997年、CLUB QUATTRO 他）
- NOKKO concert （1997年11月、学園祭　東京歯科医科大学記念館 他）
- Exciting Summer in WAJIKI '00
- NOKKO 宇宙 TOUR′00 （2000年11月、CLUB QUATTRO 他）
- E＝MC2　ROBOTS＋NOKKO REPLAY TOUR 2003 （2003年9月、下北沢 CLUB 251 他）
- NOKKO &GO presents 千夜一夜 秋の夜長 NOKKOのLIVE（2003年11月13日　ラフォーレ ミュージアム原宿）
- 大和之国まほろば天響祭（2005.2008年、明日香村・石舞台地区野外ステージ）

- 木村カエラ presents♀オンナク祭オトコク祭2009♂（2009年12月19日、SHIBUYA-AX　オンナク祭［女子限定の日］にオープニングアクトとしてサプライズ出演）

- soul of どんと 〜復活!10周年SPECIAL! （2010年8月15日、日比谷野外大音楽堂　どんとの子息であるラキタと「最後にひとつ」を唄った）

- EMTG MUSIC Fes. 2010 Heart Music Heart Live（2010年12月12日、さいたまスーパーアリーナ）

- 聖飢魔II Presents「Tribute to JAPAN」（2011年11月30日、両国国技館）
- ポピュラーウィーク2012（2012年2月15日、東京文化会館　5夜連続で繰り広げられるアコースティックライブ「屋敷豪太×NOKKO×矢井田瞳」）
- OTODAMA SEA STUDIO （2012年7月28日、OTODAMA SEA STUDIO）
- Slow Music Slow LIVE ’12 in 池上本門寺 （2012年8月25日）
- Premium 3Nights produced by 武部聡志 第三夜〜MUSIC DIG vol.6〜（2012年9月6日）
- 第9回ゴールドコンサート （2012年9月22日 東京国際フォーラム ホール）
- Billboard - LIVE（2012年10月13日 OSAKA、10月21日 TOKYO）
- Child Aid Live（2012年10月27日、品川 ステラボール）
- NOKKOクリスマスコンサート（2012年12月22日、名古屋ミッドランド）
- ホテルオークラ東京 開業50周年特別イベント「Silent Christmas 〜Wishes for you〜」（ 2012年12月24日 ゲスト出演）
- Billboard LIVE 2013
- 「THE NOKKO STORY」NOKKO LIVE at Last Waltz（2014年1月18日、渋谷ラストワルツ）
- NOKKO LIVE at LAZONA KAWASAKI PLAZASOL（2014年10月13日、ラゾーナ川崎）
- Billboard LIVE 2014
- 「LIVE EGG BUDOKAN ～shibuya eggman 35周年 大感謝祭～」（2017年2月19日、日本武道館）
- 「NOKKO Christmas Dinner Show 2017」（2017年12月）
- 「NOKKO PREMIUM SYMPHONIC CONCERT」 （2018年、3/18　フェスティバルホール、4/11　東京文化会館　大ホール、5/7　福岡シンフォニーホール、5/17　ニトリ文化ホール 、5/29　名古屋国際会議場 センチュリーホール）
- 「NOKKO Christmas Dinner Show 2018」（2018年12月）
- 「NOKKO Christmas Dinner Show 2019」（2019年12月）
- Billboard LIVE 2019
- 「NOKKO ONLINE SHOW ～LIVE LOVERS～廃墟の夜」（2020年9月20日、［Billboard Live TOKYO］NOKKO初となる配信ライブを無観客で開催）
- 「billboard classics festival 2020 in Tokyo～音楽をチカラに～」（2020年10月17日、東京文化会館 大ホール）
- ダイドーpresents メ～テレ Premium Concert 2021 （2021年2月23日、愛知県芸術劇場　大ホール )
- 「～筒美京平 オフィシャル・トリビュート・プロジェクト～ ザ・ヒット・ソング・メーカー 筒美京平の世界 in コンサート」（2021年4月17.18日、東京国際フォーラム ホールA）
- 「ママホリ2021～Genking Live」（2021年12月11日、 品川ステラボール）
- NOKKO Billboard Live 2021（2021年12月17日〜1月27.28日、 Billboard Live TOKYO 他）
- オフコース・クラシックス・コンサート（2022年6月30日、日本武道館）
- 「ママホリ2022～Genking Live」（2022年10月10日、 立川ステージガーデン）
- billboard classics 10th Anniversary festival（2023年3月8日、 東京芸術劇場コンサートホール 他）
- ニューアルバム「土器土器」発売記念ライブ（2023年4月12.13日、I’M A SHOW ）
- 「ベランダで土器土器」（2023年11月14.15日、Billboard Live YOKOHAMA）
- ジュジュ苑スーパーライブ スナックJUJU  東京ドーム店 ～ママがJUJU 20周年を盛大にお祝い!! 一夜限りの大人の歌謡祭～（2024年2月17日、 東京ドーム）